# Bahani
Bahani est une ville de l'Union des Comores, situé sur l'île de Grande Comore. Il appartient a la commune de Djoumoichongo (Itsandra-Hamanvou). En 2012, sa population est estimée à 1 454 habitants.